# Stora Pipsjön
Stora Pipsjön är en sjö i Falkenbergs kommun i Halland och ingår i Ätrans huvudavrinningsområde. Stora Pipsjön ligger i Bergs naturskog Natura 2000-område.